# Ole Madsen
Ole Eduard Fischer Madsen (ur. 21 grudnia 1934 w Kopenhadze – zm. 26 marca 2006 w Brønshøj) – piłkarz duński grający podczas kariery na pozycji napastnika.

## Kariera klubowa
Piłkarską karierę Ole Madsen rozpoczął w klubie BK Stefan w 1954. W latach 1958–1965 był zawodnikiem Hellerup IK. Będąc zawodnikiem Hellerup Madsen w 1964 został uznany Piłkarzem Roku w Danii. W 1965 przeszedł do holenderskiej Sparty Rotterdam. Przez 3 lata rozegrał w lidze holenderskiej 71 meczów, w których zdobył 22 bramki. W 1968 powrócił do Hellerup, w którym w 1970 zakończył karierę.

## Kariera reprezentacyjna
W reprezentacji Danii Madsen zadebiutował 15 października 1958 w przegranym 1-5 towarzyskim meczu z Holandią. W 1964 wystąpił w Pucharze Narodów Europy. Dania zajęła ostatnie, czwarte miejsce a Madsen wystąpił w obu jej meczach z ZSRR i Węgrami. Wcześniej w eliminacyjnych meczach ćwierćfinałowych z Luksemburgiem Madsen zdobył w nich wszystkie 6 bramek dla Danii, dzięki czemu awansowała do turnieju finałowego. Ostatni raz w reprezentacji wystąpił 21 września 1969 w przegranym 0-2 meczu o Puchar Nordycki z Norwegią. Od 1958 do 1969 roku rozegrał w kadrze narodowej 50 meczów, w których strzelił 42 bramki.